# Тюркские топонимы
Тюркские топонимы — ряд географических названий тюркского происхождения. Появление тюркских топонимов связано с расселением тюркоязычных племён и народов в эпоху Средневековья. Тюркские народы, согласно распространённой точке зрения, в древности обитали в регионе Алтая, откуда они мигрировали в западном и юго-западном направлении, заселяя Среднюю Азию (Туркестан), Сибирь, Урал (само слово имеет тюркское происхождение: ср. кирг. Арал, узб. Orol — остров), Поволжье, Кавказ, Крым и Малую Азию (Турция).

## Гидронимы
Тюркские гидронимы связаны с тюркским обозначением воды (су), реки (узен и ирмак), озера (куль), моря (тенгиз) или родника (булак). Например, распространёнными являются "цветные" гидронимы: Карасу (чёрная вода), Кызылсу (красная вода), Сарысу (жёлтая вода), Аксу (белая вода) и Коксу (голубая вода). Также «красная река» может в тюркских гидронимах звучать как Кызылырмак и Кызылузен.
«Цветную» тему продолжают и озёра: Аккуль и Ак-Гёль (белое озеро). Озёра также могут быть связаны с фауной Аюкуль (медвежье озеро) и Баланкуль (лосиное озеро) или указывать на его характер (Иссык-Куль — горячее озеро; Тузкёль — солёное озеро). 
Цветные названия имеют родники и производные от них топонимы: Акбулак («белый родник»), Карабулак («чёрный родник»), Сарыбулак («жёлтый родник») и Кокбулак («голубой родник»). 
Тюркскую этимологию имеет и река Терек (ср. кирг. Терек, баш. Тирәк: тополь)

## Оронимы
Тюркские оронимы связаны с обозначением горы (азерб. Dağ, баш. Тау), холма (тюбе, тур. Tepe) или камня (таш). Дагестан в переводе означает «горную страну», Копетдаг — «многогорье», Кара-Даг — «чёрную гору», Янардаг — «горящую гору», Алатау — «пёстрые горы», Кумертау — «угольную гору», Ямантау — «плохую гору», а Саратов — «жёлтую гору». С названием холмов связан топоним Актобе («белый холм»), Гёкдепе («голубой холм»), Кара-тепе и Кара-Тюбе («чёрный холм»).

## Ойконимы
Тюркские ойконимы связаны с обозначением города (баш. Ҡала), замка (тур. Kale) или крепости (азерб. Qala), а также села (аула), отдельного дома (юрт). Махачкала в переводе означает город Махача, Ханкала — «ханскую крепость», Чуфут-Кале — «еврейскую крепость». Кызыл-Юрт означает «красный хутор», Ешильюрт — «зелёный дом», а Янги-Юрт — «новый дом».